# Kid Cudi-diszkográfia
Kid Cudi, amerikai rapper diszkográfiája tíz stúdióalbumból, egy mixtape-ből, harminckét kislemezből és huszonhét videóklipből áll. Szólókarrierje mellett a tagja a WZRD rock együttesnek, amit Dot da Geniusszal alapított. Az egyik fele ezek mellett a Kids See Ghosts és a The Scotts duóknak, Kanye Westtel, illetve Travis Scottal együtt. 2019 márciusáig Kid Cudi több, mint 22 millió albumot adott el karrierje során (RIAA).

## Stúdióalbumok

### Szólóalbumok
| Cím                                          | Részletek | Slágerlisták | Slágerlisták | Slágerlisták | Slágerlisták | Slágerlisták | Slágerlisták | Slágerlisták | Slágerlisták | Slágerlisták | Slágerlisták | Eladások    | Minősítés        |
| Cím                                          | Részletek | US           | US R&B       | US Rap       | AUS          | CAN          | FRA          | GER          | SWI          | UK           | UK R&B       | Eladások    | Minősítés        |
| -------------------------------------------- | --- | ------------ | ------------ | ------------ | ------------ | ------------ | ------------ | ------------ | ------------ | ------------ | ------------ | ----------- | ---------------- |
| Man on the Moon: The End of Day              | - Megjelent: 2009. szeptember 15. - Kiadó: Dream On, GOOD, Universal Motown - Formátum: CD, LP, digitális letöltés    | 4            | 5            | 4            | 85           | 11           | 56           | 90           | 56           | 119          | 8            | US: 835,025 | RIAA: 2× Platina |
| Man on the Moon II: The Legend of Mr. Rager  | - Megjelent: 2010. november 9. - Kiadó: Dream On, GOOD, Universal Motown - Formátum: CD, LP, digitális letöltés       | 3            | 1            | 1            | 65           | 5            | 77           | 64           | 36           | 88           | 12           | US: 353,000 | RIAA: Platina    |
| Indicud                                      | - Megjelent: 2013. április 16. - Kiadó: Wicked Awesome, GOOD, Republic - Formátum: CD, LP, digitális letöltés         | 2            | 1            | 1            | 28           | 3            | 57           | 99           | 46           | 32           | 2            | US: 280,000 | RIAA: Arany      |
| Satellite Flight: The Journey to Mother Moon | - Megjelent: 2014. február 25. - Kiadó: Wicked Awesome, Republic - Formátum: LP, digitális letöltés                   | 4            | 2            | 2            | 55           | 7            | 115          | —            | —            | 67           | 9            | US: 125,000 |                  |
| Speedin' Bullet 2 Heaven                     | - Megjelent: 2015. december 4. - Kiadó: Wicked Awesome, Republic - Formátum: kazetta, CD, digitális letöltés          | 36           | —            | —            | —            | —            | —            | —            | —            | —            | —            | US: 30,000  |                  |
| Passion, Pain & Demon Slayin'                | - Megjelent: 2016. december 16. - Kiadó: Wicked Awesome, Republic - Formátum: CD, LP, digitális letöltés, streaming   | 11           | 5            | 4            | 88           | 24           | 119          | —            | —            | —            | 24           | US: 49,000  |                  |
| Man on the Moon III: The Chosen              | - Megjelent: 2020. december 11. - Kiadó: Wicked Awesome, Republic - Formátum: CD, LP, digitális letöltés, streaming   | 2            | 1            | 1            | 25           | 2            | 42           | —            | 18           | 26           | 22           |             |                  |
| Entergalactic                                | - Megjelent: 2022. szeptember 30. - Kiadó: Wicked Awesome, Republic - Formátum: CD, LP, digitális letöltés, streaming | 13           | 7            | —            | 94           | 20           | 73           | —            | 38           | 95           | —            |             |                  |
| Insano                                       | - Megjelent: 2024. január 12. - Kiadó: Wicked Awesome, Republic - Formátum: CD, LP, digitális letöltés, streaming     | 13           | 5            | 4            | —            | 24           | 37           | 29           | 8            | 77           | —            |             |                  |
| Insano (Nitro Mega)                          | - Megjelent: 2024. február 23. - Kiadó: Wicked Awesome, Republic - Formátum: CD, LP, digitális letöltés, streaming    | —            | —            | —            | —            | —            | —            | —            | —            | —            | —            |             |                  |

### Együttműködések
| Cím                                                    | Részletek | Slágerlisták | Slágerlisták | Slágerlisták | Slágerlisták | Slágerlisták | Slágerlisták | Slágerlisták | Eladások    |
| Cím                                                    | Részletek | US           | US R&B       | AUS          | CAN          | NZ           | UK           | UK R&B       | Eladások    |
| ------------------------------------------------------ | --- | ------------ | ------------ | ------------ | ------------ | ------------ | ------------ | ------------ | ----------- |
| WZRD (Dot da Geniusszal, WZRD néven)                   | - Megjelent: 2012. február 28. - Kiadó: Wicked Awesome, Universal Republic - Formátum: CD, LP, digitális letöltés     | 3            | —            | —            | 9            | —            | —            | —            | US: 100,000 |
| Kids See Ghosts (Kanye Westtel, Kids See Ghosts néven) | - Megjelent: 2018. június 8. - Kiadó: Wicked Awesome, GOOD, Def Jam - Formátum: CD, LP, digitális letöltés, streaming | 2            | 1            | 4            | 3            | 3            | 7            | 2            | US: 79,000  |

## Mixtape-ek
| Cím              | Részletek                                                                                |
| ---------------- | ---------------------------------------------------------------------------------------- |
| A Kid Named Cudi | - Megjelent: 2008. július 17. - Kiadó: Dream On - Formátumok: CD, LP, digitális letöltés |

## Kislemezek

### Fő előadóként
| Cím                                                 | Év   | Slágerlisták | Slágerlisták | Slágerlisták | Slágerlisták | Slágerlisták | Slágerlisták | Slágerlisták | Slágerlisták | Slágerlisták | Slágerlisták | Minősítés                                                      | Album                                                       |
| Cím                                                 | Év   | US           | US R&B/HH    | US Rap       | AUS          | CAN          | FRA          | GER          | NZ           | SWE          | UK           | Minősítés                                                      | Album                                                       |
| --------------------------------------------------- | ---- | ------------ | ------------ | ------------ | ------------ | ------------ | ------------ | ------------ | ------------ | ------------ | ------------ | -------------------------------------------------------------- | ----------------------------------------------------------- |
| Day ’n’ Nite                                        | 2008 | 3            | 5            | —            | 15           | 10           | 8            | 13           | 11           | 31           | 2            | - RIAA: 5× Platina - ARIA: Arany - BPI: Platina - RIANZ: Arany | Man on the Moon: The End of Day                             |
| Make Her Say (Kanye Westtel és Commonnal)           | 2009 | 43           | 39           | 11           | 62           | 78           | —            | 85           | 35           | —            | 67           | - RIAA: Platina                                                | Man on the Moon: The End of Day                             |
| Pursuit of Happiness (MGMT-vel és Ratatattal)       | 2010 | 59           | —            | —            | 41           | 76           | 2            | 51           | —            | 39           | 64           | - RIAA: 5× Platina - ARIA: Platina - BPI: Arany - BVMI: Arany  | Man on the Moon: The End of Day                             |
| Erase Me (Kanye Westtel)                            | 2010 | 22           | —            | —            | 50           | 12           | —            | —            | 22           | 53           | 58           | - RIAA: 2× Platina                                             | Man on the Moon II: The Legend of Mr. Rager                 |
| Mr. Rager                                           | 2010 | 77           | —            | —            | —            | —            | —            | —            | —            | —            | —            |                                                                | Man on the Moon II: The Legend of Mr. Rager                 |
| No One Believes Me                                  | 2011 | —            | —            | —            | —            | —            | —            | —            | —            | —            | —            |                                                                | Fright Night: Music from and Inspired by the Motion Picture |
| Just What I Am (King Chippel)                       | 2012 | 74           | 17           | 13           | 32           | —            | 189          | —            | —            | —            | —            | - RIAA: Platina                                                | Indicud                                                     |
| King Wizard                                         | 2012 | 91           | 28           | 24           | —            | —            | —            | —            | —            | —            | —            |                                                                | Indicud                                                     |
| Immortal                                            | 2013 | —            | 48           | —            | —            | —            | —            | —            | —            | —            | —            |                                                                | Indicud                                                     |
| Girls (Too Shorttal)                                | 2013 | —            | 37           | —            | —            | —            | —            | —            | —            | —            | —            |                                                                | Indicud                                                     |
| Confused!                                           | 2015 | —            | —            | —            | —            | —            | —            | —            | —            | —            | —            |                                                                | Speedin' Bullet 2 Heaven                                    |
| Speedin' Bullet 2 Heaven                            | 2015 | —            | —            | —            | —            | —            | —            | —            | —            | —            | —            |                                                                | Speedin' Bullet 2 Heaven                                    |
| Frequency                                           | 2016 | —            | —            | —            | —            | —            | —            | —            | —            | —            | —            |                                                                | Passion, Pain & Demon Slayin'                               |
| Surfin' (Pharrell Williamsszel)                     | 2016 | —            | —            | —            | 77           | —            | —            | —            | —            | —            | —            |                                                                | Passion, Pain & Demon Slayin'                               |
| Leader of the Delinquents                           | 2020 | —            | —            | —            | —            | —            | —            | —            | —            | —            | —            |                                                                | Nem jelent meg albumon                                      |
| The Scotts (Travis Scottal, The Scotts néven)       | 2020 | 1            | 1            | 1            | 4            | 1            | 2            | 8            | 2            | 8            | 11           | - RIAA: Platina - ARIA: Arany - RMNZ: Arany                    | The Scotts                                                  |
| The Adventures of Moon Man & Slim Shady (Eminemmel) | 2020 | 22           | 15           | 13           | 90           | 20           | —            | —            | —            | —            | 44           |                                                                | Nem jelent meg albumon                                      |

### Együttműködések
| Cím                                                                   | Év   | Slágerlisták | Slágerlisták | Slágerlisták | Slágerlisták | Slágerlisták | Slágerlisták | Slágerlisták | Slágerlisták | Slágerlisták | Minősítés | Album                             |
| Cím                                                                   | Év   | US           | US R&B       | US Rap       | AUS          | CAN          | GER          | NZ           | SWE          | UK           | Minősítés | Album                             |
| --------------------------------------------------------------------- | ---- | ------------ | ------------ | ------------ | ------------ | ------------ | ------------ | ------------ | ------------ | ------------ | --- | --------------------------------- |
| Welcome to the World (Kevin Rudolf,, Kid Cudival)                     | 2009 | 58           | —            | —            | 42           | 56           | —            | —            | —            | 77           | | In the City                       |
| Rollin' (Jackie Chain, Kid Cudival)                                   | 2009 | —            | —            | —            | —            | —            | —            | —            | —            | —            | | The New Deal                      |
| She Came Along (Sharam, Kid Cudival)                                  | 2009 | —            | —            | —            | —            | —            | —            | —            | —            | —            | | Get Wild                          |
| Can't Stop Me (Chip tha Ripper and The Almighty Gloryus, Kid Cudival) | 2009 | —            | —            | —            | —            | —            | —            | —            | —            | —            | | Can't Stop Me                     |
| Memories (David Guetta, Kid Cudival)                                  | 2010 | 46           | —            | —            | 3            | 18           | 6            | 4            | 14           | 15           | - RIAA: Platina - ARIA: 2× Platina - BPI: Arany - BVMI: Arany - IFPI SWE: 2× Platina - RIANZ: Platina - SNEP: Arany | One Love                          |
| That Tree (Snoop Dogg, Kid Cudival)                                   | 2010 | —            | —            | —            | —            | —            | —            | —            | —            | —            | | More Malice                       |
| Symphonies (Remix) (Dan Black, Kid Cudival)                           | 2010 | —            | —            | —            | —            | —            | —            | —            | —            | —            | | UN                                |
| All of the Lights (Kanye West, Rihanna, Kid Cudi és Fergie)           | 2010 | 18           | 2            | 2            | 24           | 53           | 13           | 13           | 46           | 15           | - RIAA: 4× Platina - ARIA: Platina - RMNZ: Arany - BPI: Arany                                                       | My Beautiful Dark Twisted Fantasy |
| Run (The Knux, Kid Cudival)                                           | 2011 | —            | —            | —            | —            | —            | —            | —            | —            | —            | | Eraser                            |
| Focused (Wale, Kid Cudival)                                           | 2011 | 97           | —            | —            | —            | —            | —            | —            | —            | —            | | Ambition                          |
| Ask About Me (Chip tha Ripper, Kid Cudival)                           | 2011 | —            | —            | —            | —            | —            | —            | —            | —            | —            | | Ask About Me                      |
| Cudi the Kid (Steve Aoki, Kid Cudi és Travis Barker)                  | 2012 | —            | —            | —            | —            | —            | —            | —            | —            | —            | | Wonderland                        |
| GloryUs (Chip tha Ripper, Kid Cudival)                                | 2012 | —            | —            | —            | —            | —            | —            | —            | —            | —            | | Tell Ya Friends                   |
| Satellites (Tassho Pearce, Kid Cudival)                               | 2014 | —            | —            | —            | —            | —            | —            | —            | —            | —            | | G.O.O.D. Company                  |

### Promocionális kislemezek
| Cím | Év   | Slágerlisták | Slágerlisták | Album                                        |
| Cím | Év   | US           | US R&B       | Album                                        |
| --- | ---- | ------------ | ------------ | -------------------------------------------- |
| Did It Again (Remix) (Shakira, Kid Cudival)                                                                            | 2009 | 11           | —            | She Wolf                                     |
| Whatever U Want (G.O.O.D. Music Has Arrived Remix) (Consequence, Kanye Westtel, Commonnal, Kid Cudival és Big Seannal) | 2010 | —            | —            | Nem jelent meg albumon                       |
| Revofev | 2010 | —            | —            | Man on the Moon II: The Legend of Mr. Rager  |
| All Summer (Rostam Batmanglij és Bethany Cosentino együttműködésével)                                                  | 2010 | —            | —            | Nem jelent meg albumon                       |
| Going to the Ceremony                                                                                                  | 2013 | —            | —            | Satellite Flight: The Journey to Mother Moon |
| Baptized in Fire (Travis Scottal)                                                                                      | 2016 | —            | 47           | Passion, Pain & Demon Slayin'                |
| She Knows This | 2020 | 49           | 9            | Man on the Moon III: The Chosen              |
| Heaven on Earth | 2020 | 85           | 24           | Man on the Moon III: The Chosen              |

## További slágerlistákon szereplő dalok
| Cím | Év   | Slágerlisták | Slágerlisták | Slágerlisták | Slágerlisták | Slágerlisták | Slágerlisták | Slágerlisták | Minősítések        | Album                                       |
| Cím | Év   | US           | US R&B       | CAN          | FRA          | IRL          | NZ Hot       | UK           | Minősítések        | Album                                       |
| --- | ---- | ------------ | ------------ | ------------ | ------------ | ------------ | ------------ | ------------ | ------------------ | ------------------------------------------- |
| Welcome to Heartbreak (Kanye West, Kid Cudival)                                                                  | 2008 | —            | —            | —            | —            | —            | —            | 112          |                    | 808s & Heartbreak                           |
| Soundtrack 2 My Life                                                                                             | 2009 | —            | —            | —            | —            | —            | —            | —            | - RIAA: 2× Platina | Man on the Moon: The End of Day             |
| Up Up & Away | 2009 | —            | —            | —            | —            | —            | —            | —            | - RIAA: Platina    | Man on the Moon: The End of Day             |
| Marijuana | 2010 | 54           | —            | 68           | —            | —            | —            | —            | - RIAA: Arany      | Man on the Moon II: The Legend of Mr. Rager |
| Scott Mescudi vs. the World (Cee Lo Greennel)                                                                    | 2010 | 92           | —            | 88           | —            | —            | —            | —            |                    | Man on the Moon II: The Legend of Mr. Rager |
| Gorgeous (Kanye West, Kid Cudival és Raekwonnal)                                                                 | 2010 | —            | 40           | —            | —            | —            | —            | —            |                    | My Beautiful Dark Twisted Fantasy           |
| Welcome to the World (T.I., Kanye Westtel és Kid Cudival)                                                        | 2010 | —            | —            | —            | —            | —            | —            | —            |                    | No Mercy                                    |
| The Morning (Raekwonnal, Pusha T-vel, Commonnal, 2 Chainzzel, Cyhi the Prynce-szel, D'banj-val és Kanye Westtel) | 2012 | —            | 49           | —            | —            | —            | —            | —            |                    | Cruel Summer                                |
| Creepers | 2012 | —            | —            | —            | —            | —            | —            | —            |                    | Cruel Summer                                |
| Unfuckwittable                                                                                                   | 2013 | —            | 58           | —            | —            | —            | —            | —            |                    | Indicud                                     |
| Solo Dolo, Part II (Kendrick Lamarral)                                                                           | 2013 | —            | 51           | —            | —            | —            | —            | —            |                    | Indicud                                     |
| Brothers (King Chippel és ASAP Rockyval)                                                                         | 2013 | —            | 47           | —            | —            | —            | —            | —            |                    | Indicud                                     |
| Through the Late Night (Travis Scott, Kid Cudival)                                                               | 2016 | —            | 43           | —            | —            | —            | —            | —            | - RIAA: Platina    | Birds in the Trap Sing McKnight             |
| Beautiful Trip                                                                                                   | 2020 | 100          | 32           | 96           | —            | —            | —            | —            |                    | Man on the Moon III: The Chosen             |
| Tequila Shots | 2020 | 41           | 7            | 52           | 95           | 51           | 6            | 86           |                    | Man on the Moon III: The Chosen             |
| Another Day | 2020 | 64           | 16           | 70           | 171          | —            | 9            | —            |                    | Man on the Moon III: The Chosen             |
| She Knows This                                                                                                   | 2020 | 49           | 9            | 59           | 142          | 74           | 7            | —            |                    | Man on the Moon III: The Chosen             |
| Dive | 2020 | 80           | 22           | 80           | —            | —            | —            | —            |                    | Man on the Moon III: The Chosen             |
| Damaged | 2020 | 91           | 28           | 87           | —            | —            | —            | —            |                    | Man on the Moon III: The Chosen             |
| Heaven on Earth                                                                                                  | 2020 | 85           | 24           | 81           | —            | —            | —            | —            |                    | Man on the Moon III: The Chosen             |
| Show Out (Skepta és Pop Smoke közreműködésével)                                                                  | 2020 | 54           | 12           | 42           | 78           | 29           | 5            | 37           |                    | Man on the Moon III: The Chosen             |
| Mr. Solo Dolo III                                                                                                | 2020 | 78           | 21           | 75           | —            | —            | —            | —            |                    | Man on the Moon III: The Chosen             |
| Sad People | 2020 | 90           | 27           | 83           | —            | —            | —            | —            |                    | Man on the Moon III: The Chosen             |
| Elsie's Baby Boy (Flashback)                                                                                     | 2020 | —            | 39           | —            | —            | —            | —            | —            |                    | Man on the Moon III: The Chosen             |
| Sept. 16 | 2020 | —            | 37           | —            | —            | —            | —            | —            |                    | Man on the Moon III: The Chosen             |
| The Void | 2020 | —            | 33           | —            | —            | —            | —            | —            |                    | Man on the Moon III: The Chosen             |
| Lovin' Me (Phoebe Bridgersszel)                                                                                  | 2020 | —            | 40           | —            | —            | —            | —            | —            |                    | Man on the Moon III: The Chosen             |
| The Pale Moonlight                                                                                               | 2020 | —            | 44           | —            | —            | —            | —            | —            |                    | Man on the Moon III: The Chosen             |
| Rockstar Knights (Trippie Reddel)                                                                                | 2020 | —            | 35           | 97           | —            | —            | —            | —            |                    | Man on the Moon III: The Chosen             |
| 4 Da Kidz | 2020 | —            | 47           | —            | —            | —            | —            | —            |                    | Man on the Moon III: The Chosen             |
| Lord I Know | 2020 | —            | 50           | —            | —            | —            | —            | —            |                    | Man on the Moon III: The Chosen             |
| M3tamorphosis (Playboi Carti, Kid Cudi közreműködésével)                                                         | 2020 | 99           | 37           | 90           | —            | —            | —            | —            |                    | Whole Lotta Red                             |

## Együttműködések
| Cím                                        | Év   | További előadók                                               | Album                                                                     |
| ------------------------------------------ | ---- | ------------------------------------------------------------- | ------------------------------------------------------------------------- |
| Wasting My Minutes                         | 2008 | 88-Keys                                                       | Adam's Case Files                                                         |
| Therapy                                    | 2008 | The Alchemist, Evidence, Blu                                  | The Alchemist's Cookbook                                                  |
| Embrace the Martian                        | 2008 | Crookers                                                      | Tons of Friends                                                           |
| Find a Way (Game & Switch Mix)/Lunar Camel | 2008 | Santigold                                                     | Top Ranking: A Diplo Dub                                                  |
| Intro                                      | 2008 | DJ E-V                                                        | SpinFest: The Mixtape 2008                                                |
| Interlude                                  | 2008 | DJ E-V                                                        | SpinFest: The Mixtape 2008                                                |
| Outro                                      | 2008 | DJ E-V                                                        | SpinFest: The Mixtape 2008                                                |
| Me + My Sneakers                           | 2008 | A-Trak                                                        | Running Man: Nike+ Original                                               |
| Ho' Is Short for Honey                     | 2008 | 88-Keys                                                       | The Death of Adam                                                         |
| Welcome to Heartbreak                      | 2008 | Kanye West                                                    | 808s & Heartbreak                                                         |
| Therapy                                    | 2009 | The Alchemist, Evidence, Blu, Talib Kweli                     | Chemical Warfare                                                          |
| Take Em High                               | 2009 | K. Sparks & Pajozo                                            | Popular Demand                                                            |
| Buggin' Out '09                            | 2009 | J.Period, Q-Tip, Consequence                                  | The [Abstract] Best Vol. 1                                                |
| Switchin' Lanes                            | 2009 | nincs                                                         | The South Central EP: Music from Midnight Club: Los Angeles South Central |
| Boom Boom Style (Zuper Blahq Megamix)      | 2009 | The Black Eyed Peas                                           | Invasion of Boom Boom Pow – Megamix E.P.                                  |
| Do My Do                                   | 2009 | Mickey Factz                                                  | nincs                                                                     |
| Everything Is Broken                       | 2009 | Mr Hudson                                                     | Straight No Chaser                                                        |
| Don't Trust Me (Benny Blanco Remix)        | 2009 | 3OH!3                                                         | Want                                                                      |
| Already Home                               | 2009 | Jay-Z                                                         | The Blueprint 3                                                           |
| Elevatas                                   | 2009 | Robin Thicke                                                  | Sex Therapy: The Session                                                  |
| Floatin' in the Sky                        | 2009 | N.O.R.E.                                                      | nincs                                                                     |
| Girls, Sounds & Colors                     | 2009 | Rich Hil                                                      | Hippies Most Wanted Vol. 2                                                |
| Trippy                                     | 2009 | Rich Hil                                                      | nincs                                                                     |
| Riot Song (Remix)                          | 2010 | Johnny Polygon                                                | Rebel Without Applause                                                    |
| Ur Killin' Me                              | 2010 | Cam'ron, Vado                                                 | Boss of All Bosses 2.5                                                    |
| All Talk                                   | 2010 | Chip tha Ripper, Christian Bale                               | Independence Day                                                          |
| Won't You Tell Me                          | 2010 | Rich Hil                                                      | nincs                                                                     |
| EPS                                        | 2010 | Rich Hil                                                      | Limosa Nostra Act 1                                                       |
| Dangerous                                  | 2010 | Rich Hil                                                      | nincs                                                                     |
| On the Spot                                | 2010 | DJ Green Lantern                                              | Invasion Radio 2K10                                                       |
| GOOD Friday                                | 2010 | Kanye West, Big Sean, Pusha T, Common, Charlie Wilson         | GOOD Fridays releases                                                     |
| Christian Dior Denim Flow                  | 2010 | Kanye West, John Legend, Pusha T, Lloyd Banks, Ryan Leslie    | GOOD Fridays releases                                                     |
| The Joy                                    | 2010 | Kanye West, Pete Rock, Charlie Wilson, Curtis Mayfield, Jay-Z | GOOD Fridays releases                                                     |
| Gorgeous                                   | 2010 | Kanye West, Raekwon                                           | My Beautiful Dark Twisted Fantasy                                         |
| Welcome to the World                       | 2010 | T.I., Kanye West                                              | No Mercy                                                                  |
| You Can Run                                | 2011 | Bryan Greenberg                                               | We Don't Have Forever                                                     |
| Cool Head                                  | 2011 | Travis Barker                                                 | Give the Drummer Some                                                     |
| Don't Kick the Chair                       | 2011 | Dia Frampton                                                  | Red                                                                       |
| On My Own                                  | 2011 | Consequence                                                   | Curb Certified                                                            |
| Ride 4 You                                 | 2012 | Chip tha Ripper, Far East Movement                            | Tell Ya Friends                                                           |
| The Ruler and the Killer                   | 2012 | nincs                                                         | The Hunger Games: Songs from District 12 and Beyond                       |
| Old School Caddy                           | 2012 | Hit-Boy                                                       | HITStory                                                                  |
| Like It or Love It                         | 2012 | Kreayshawn                                                    | Somethin' 'Bout Kreay                                                     |
| The Morning                                | 2012 | Raekwon, Pusha T, Common, 2 Chainz, Cyhi the Prynce, D'banj   | Cruel Summer                                                              |
| Creepers                                   | 2012 | nincs                                                         | Cruel Summer                                                              |
| She Hates Me                               | 2012 | Big Boi                                                       | Vicious Lies and Dangerous Rumors                                         |
| First Chain                                | 2013 | Big Sean, Nas                                                 | Hall of Fame                                                              |
| Vortex                                     | 2013 | King Chip, Pusha T                                            | 44108                                                                     |
| Guilt Trip                                 | 2013 | Kanye West                                                    | Yeezus                                                                    |
| Hero                                       | 2014 | Skylar Grey                                                   | Need for Speed                                                            |
| Scorn                                      | 2014 | Audio Push, Hit-Boy, Kent M$ney                               | We the Plug                                                               |
| Through the Late Night                     | 2016 | Travis Scott                                                  | Birds in the Trap Sing McKnight                                           |
| Father Stretch My Hands, Pt. 1             | 2016 | Kanye West, Kelly Price                                       | The Life of Pablo                                                         |
| Waves                                      | 2016 | Kanye West, Chris Brown                                       | The Life of Pablo                                                         |
| The Rage                                   | 2018 | Smashing Pumpkins (Billy Corgan)                              | Rampage                                                                   |
| ASAP Forever                               | 2018 | ASAP Rocky, T.I., Moby                                        | Testing                                                                   |
| Ghost Town                                 | 2018 | Kanye West, PartyNextDoor, 070 Shake                          | Ye                                                                        |
| Stop Trying To Be God                      | 2018 | Travis Scott, Philip Bailey, James Blake, Stevie Wonder       | Astroworld                                                                |
| Lost                                       | 2018 | Quavo                                                         | Quavo Huncho                                                              |
| Dangerous                                  | 2019 | Schoolboy Q                                                   | Crash Talk                                                                |
| On My Own                                  | 2019 | Jaden Smith                                                   | ERYS                                                                      |
| A Sweeter Place                            | 2020 | Selena Gomez                                                  | Rare                                                                      |
| Temptations                                | 2020 | Ty Dolla Sign                                                 | Featuring Ty Dolla Sign                                                   |
| M3tamorphosis                              | 2020 | Playboi Carti                                                 | Whole Lotta Red                                                           |

## Videóklipek
| Cím                                                       | Év   | Rendező         |
| --------------------------------------------------------- | ---- | --------------- |
| Heaven at Nite                                            | 2009 | Va$htie         |
| Day ’n’ Nite (Crookers Remix) (version 1)                 | 2009 | Nincs           |
| Day ’n’ Nite                                              | 2009 | So Me           |
| Day ’n’ Nite (Crookers Remix) (version 2)                 | 2009 | BBGun           |
| Make Her Say (Kanye West és Common)                       | 2009 | Nez Khammal     |
| Pursuit of Happiness (version 1) (MGMT-vel és Ratatattal) | 2010 | Brody Baker     |
| Pursuit of Happiness (version 2) (MGMT-vel és Ratatattal) | 2010 | Megaforce       |
| All Summer (Rostam Batmanglij és Bethany Cosentino)       | 2010 | Psyop           |
| Soundtrack 2 My Life                                      | 2010 | Jason Goldwatch |
| Erase Me (Kanye Westtel)                                  | 2010 | Jason Goldwatch |
| Mojo So Dope                                              | 2010 | Jason Goldwatch |
| Marijuana                                                 | 2011 | Shia LaBeouf    |
| No One Believes Me                                        | 2011 | Craig Gillespie |
| Mr. Rager                                                 | 2011 | Jérémie Rozan   |
| Just What I Am (King Chippel)                             | 2012 | Kid Cudi        |
| King Wizard                                               | 2012 | Kid Cudi        |
| Frequency                                                 | 2016 | Kid Cudi        |
| Surfin'                                                   | 2016 | Kid Cudi        |
| She Knows This                                            | 2020 | Nabil Elderkin  |
| Heaven on Earth                                           | 2020 | Nabil Elderkin  |

| Cím                                                  | Év   | Rendező                       |
| ---------------------------------------------------- | ---- | ----------------------------- |
| Welcome to Heartbreak (Kanye West, Kid Cudi)         | 2009 | NABIL                         |
| She Came Along (Sharam, Kid Cudi)                    | 2009 | Sharam                        |
| Buggin Out '09 (Consequence, Kid Cudi)               | 2009 | Rik Cordero                   |
| Did It Again (Remix) (Shakira, Kid Cudi)             | 2009 | Sophie Muller                 |
| Memories (David Guetta, Kid Cudi)                    | 2010 | Keith Schofield               |
| Symphonies (Remix) (Dan Black, Kid Cudi)             | 2010 | Chic & Artistic               |
| That Tree (Snoop Dogg, Kid Cudi)                     | 2010 | Erick Peyton, VisualCreatures |
| All of the Lights (Kanye West, Rihanna és Kid Cudi)  | 2010 | Hype Williams                 |
| Run (The Knux, Kid Cudi)                             | 2011 | BBGun                         |
| Cudi the Kid (Steve Aoki, Kid Cudi és Travis Barker) | 2012 | Jam Sutton                    |
| Old School Caddy (Hit-Boy, Kid Cudi)                 | 2012 | Topshelf Junior               |

## Producerként
Kid Cudi – Man on the Moon: The End of Day (2009)
- 07. Day 'n' Nite (Nightmare) – (további producerek: Dot da Genius)
- 08. Sky Might Fall – (további producerek: Kanye West)

Kid Cudi – Man on the Moon II: The Legend of Mr. Rager (2010)
- 05. Marijuana – (további producerek: Dot da Genius, Mike Dean)
- 17. Trapped in My Mind – (további producerek: Dot da Genius)

Travis Barker – Give the Drummer Some (2011)
- 09. Cool Head (Kid Cudi közreműködésével) – (co-producer: Travis Barker, EDIT)

Kreayshawn – Somethin' 'Bout Kreay (2012)
- 06. Like It or Love It (Kid Cudi közreműködésével) – (co-producer: Free School, Jonas Jeberg)

Kid Cudi – Indicud (2013)
- 01. The Resurrection of Scott Mescudi
- 02. Unfuckwittable
- 03. Just What I Am (King Chip közreműködésével)
- 04. Young Lady (Father John Misty közreműködésével)
- 05. King Wizard
- 06. Immortal
- 07. Solo Dolo, Part II (Kendrick Lamar közreműködésével)
- 08. Girls (Too Short közreműködésével)
- 09. New York City Rage Fest
- 10. Red Eye (Haim közreműködésével) – (co-producer: Hit-Boy)
- 11. Mad Solar
- 12. Beez (RZA közreműködésével)
- 13. Brothers (King Chip és A$AP Rocky közreműködésével)
- 14. Burn Baby Burn
- 15. Lord of the Sad and Lonely
- 16. Cold Blooded
- 17. Afterwards (Bring Yo Friends) – (Michael Bolton és King Chip közreműködésével)
- 18. The Flight of the Moon Man

Kid Cudi – Satellite Flight: The Journey to Mother Moon (2014)
- 01. Destination: Mother Moon
- 04. Copernicus Landing
- 05. Balmain Jeans (Raphael Saadiq közreműködésével)
- 06. Too Bad I Have to Destroy You Now – (co-producer: Dot da Genius)
- 07. Internal Bleeding
- 08. In My Dreams 2015
- 09. Return of the Moon Man (Original Score)
- 10. Troubled Boy

Kid Cudi – Speedin' Bullet 2 Heaven (2015)
- Összes dal az Adventures – (co-producer: Patrick Reynolds) és a Speedin' Bullet 2 Heaven (co-producer: Plain Pat) kivételével

Kid Cudi – Passion, Pain & Demon Slayin' (2016)
- 01. Frequency – (további producerek: Plain Pat és Mike Dean)
- 02. Swim in the Light – (további producerek: Mike Dean)
- 03. Releaser – (további producerek: Plain Pat és Mike Dean)
- 07. Rose Golden – (további producerek: Plain Pat és Mike Dean)
- 08. Baptized in Fire – (további producerek: Plain Pat és Mike Dean)
- 10. Does It – (további producerek: Idle és Anthony Kilhoffer)
- 11. Dance for Eternity – (további producerek: Plain Pat)
- 12. Distant Fantasies – (további producerek: Plain Pat)
- 13. Wounds – (további producerek: J Gramm és Anthony Kilhoffer)
- 14. Mature Nature – (további producerek: Plain Pat)
- 15. Kitchen – (további producerek: Plain Pat és Dot da Genius)
- 17. The Guide (André 3000 közreműködésével) – (további producerek: Plain Pat és Dot da Genius)
- 18. The Commander – (további producerek: Plain Pat és Mike Dean)

Quavo – Quavo Huncho (2018)
- 19. Lost (Kid Cudi közreműködésével) – (további producerek: Joseph DaVinci, Mike Almighty, Travis Scott és Quavo)

Selena Gomez – Rare (2020)
- 13. A Sweeter Place (Kid Cudi közreműködésével) – (co-producer: Dot da Genius, Mike Dean, Plain Pat és Ian Kirkpatrick)

Kid Cudi – Man on the Moon III: The Chosen (2020)
- 01. Beautiful Trip – (co-producer)
- 02. Tequila Shots – (co-producer)
- 03. Another Day – (co-producer)
- 04. She Knows This – (co-producer)
- 05. Dive – (co-producer)
- 06. Damaged – (co-producer)
- 07. Heaven on Earth – (co-producer)
- 08. Show Out (Skepta és Pop Smoke közreműködésével) – (co-producer)
- 09. Mr. Solo Dolo III – (co-producer)
- 10. Sad People – (co-producer)
- 11. Elsie's Baby Boy (Flashback) – (co-producer)
- 12. Sept. 16 – (co-producer)
- 13. The Void – (co-producer)
- 14. Lovin' Me (Phoebe Bridgers közreműködésével) – (co-producer)
- 15. The Pale Moonlight – (co-producer)
- 16. Rockstar Knights (Trippie Redd közreműködésével) – (co-producer)
- 17. 4 Da Kidz – (co-producer)
- 18. Lord I Know – (co-producer)

## Külső hivatkozások
- Hivatalos weboldal
- Kid Cudi az AllMusic-on
- Kid Cudi-diszkográfia a Discogs-on
- Kid Cudi-diszkográfia a MusicBrainz-en